# بول غيلفويل
بول غيلفويل (بالإنجليزية: Paul Guilfoyle)‏ مواليد 28 أبريل 1949 في كانتون، ماساتشوستس، الولايات المتحدة، هو ممثل أمريكي بدأ مسيرته الفنية عام 1975.

## الأعمال

### أفلام
- وول ستريت
- قانون
- السيدة داوتفاير
- كويز شو
- إل ايه سري للغاية
- سلاح الجو واحد
- أميستاد
- ألي مكبيل
- سي اس آي:التحقيق في موقع الجريمة
- سي اس آي:التحقيق في موقع الجريمة

## روابط خارجية
- بول غيلفويل على موقع IMDb (الإنجليزية)
- بول غيلفويل على موقع ألو سيني (الفرنسية)
- بول غيلفويل على موقع أول موفي (الإنجليزية)
- بول غيلفويل على موقع قاعدة بيانات برودواي على الإنترنت (الإنجليزية)
- بول غيلفويل على موقع قاعدة بيانات الأفلام السويدية (السويدية)
- بول غيلفويل على موقع إن إن دي بي (الإنجليزية)
- بول غيلفويل على موقع قاعدة بيانات الفيلم (الإنجليزية)
- بول غيلفويل على موقع كينوبويسك (الروسية)